# برتیل البرتسون
برتیل البرتسون (انگلیسی: Bertil Albertsson؛ ۱ سپتامبر ۱۹۲۱ – ۳ مارس ۲۰۰۸ (aged 86)) ورزشکار دو و میدانی اهل سوئد بود.
وی در مسابقات کشوری و بین‌المللی در مجموع برندهٔ ۱ مدال برنز شده‌است.